# 伦纳德·尤金·迪克森
倫納德·尤金·迪克森（英語：Leonard Eugene Dickson；1874年1月22日—1954年1月17日) 是一名美國數學家，美國第一位涉足抽象代數領域的研究學者。迪克森專精於有限域理論以及典型群。迪克森所著的三卷《數論史》至今仍是數論史方面的重要書籍。

## 生平
1874年1月22日，迪克森出生於美国愛荷華，但因為自幼在德州克利本成長，所以迪克森自認自己是德州人。迪克森的父親同時是銀行家、商人以及不動產投資者。迪克森大學就讀德州大學奧斯汀分校，受乔治·布鲁斯·霍尔斯特德教授的鼓勵下，迪克森以數學為其專業。1893年時，迪克森獲得學士學位。1894年時，在霍爾斯特德教授的指導下，迪克森獲得碩士學位。迪克森起先的研究方向受其導師影響，主要是在幾何學方面。
芝加哥大學與哈佛大學都力爭迪克森入讀其博士班。起先迪克森決定入哈佛大學，但最終決定入芝加哥大學。1896年時，時年僅22歲的迪克森，獲得了芝加哥大學頒發的第一個數學博士學位。迪克森的博士論文由E·H·穆爾指導，論文題目是 The Analytic Representation of Substitutions on a Power of a Prime Number of Letters with a Discussion of the Linear Group。
迪克森在取得博士學位後，便赴德國萊比錫與法國巴黎，先後訪學於索菲斯·李與卡米爾·若爾當門下。返美後，迪克森至加州大學赴任講師。1899年，時年僅25歲的迪克森，獲德州大學之聘為該校的副教授。

## 工作
迪克森對於美國數學有相當大的影響，特別是在抽象代數的研究。迪克森在數學研究上相當多產，一生出版了18本書以及250篇以上的論文。《迪克森全集》（Collected Mathematical Papers of Leonard Eugene Dickson）總共是六大冊。

### 數論研究
迪克森證明了數論中許多有趣的結果。他利用了維諾格拉朵夫的結果，在加性數論方面，解決了理想華林問題。
迪克森所著的三巨冊《數論史》（History of the Theory of Numbers）(1919–23) 至今仍是數論史研究的重要參考資料，全書內容涵蓋了整除理論、質數理論、丟番圖分析、二次型以及高次型式。迪克森在《數論史》中，對於理論的介紹較為簡略，亦未完整闡述理論的來龍去脈，然而此書最為精要的部分在於，此書詳述了從古至1920年代一路發展過程當中每一個數論概念的想法，但對於二次互反律與高次互反律則未多加著墨。雖已預定撰寫第四冊的計畫，但迪克森卻未完成。
亚伯拉罕·阿德里安·艾伯特對此三卷書評價道：“这对普通人来说会是其毕生的事业”（would be a life's work by itself for a more ordinary man）。

## 其它
杨武之曾跟随迪克森研究代数学和数论。迪克森的《现代代数理论》(Modern Algebraic Theories)也是杨武之的儿子杨振宁在大学期间学习群表示论的入门教材。

## 论文与著作
- Dickson, Leonard Eugene, Magnus, Wilhelm , 编, , Dover Phoenix editions, New York: Dover Publications, 1958 [1901], ISBN 978-0-486-49548-4, MR 0104735
- Dickson, Leonard Eugene, , New York: John Wiley and sons, 1903 [1903]
- Dickson, Leonard Eugene, , Reprinting of Cambridge Tracts in Mathematics and Mathematical Physics, No. 16, Naub press, 2010 [1914], ISBN 978-1-178-36805-5, MR 0118745
- Dickson, Leonard Eugene, , Cornell University Library, 2010 [1914]  [2013-01-24], ISBN 978-1-4297-0042-9, （原始内容存档于2014-02-26）
- Dickson, Leonard Eugene, , Dover Phoenix editions, New York: Dover Publications, 2004 [1914], ISBN 978-0-486-43828-3, MR 0201389
- Dickson, Leonard Eugene, , Cornell University Library, 2009 [1914], ISBN 978-1-112-27988-1
- Dickson, Leonard Eugene, , New York: Dover Publications, 2005 [1919], ISBN 978-0-486-44232-7, MR 0245499
- Dickson, Leonard Eugene, , New York: Dover Publications, 2005 [1920], ISBN 978-0-486-44233-4, MR 0245500
- Dickson, Leonard Eugene, , New York: Dover Publications, 2005 [1923], ISBN 978-0-486-44234-1, MR 0245501
- Dickson, Leonard Eugene, , University of Michigan Library, 2009 [1922]
- Dickson, Leonard Eugene, , New York: Dover Publications, 1960 [1923], ISBN 978-0-486-60616-3, MR 0111764
- 1926. Modern algebraic theories
- 1923, 1928. Algebraic Numbers. Report with others for U. S. National Research Council.
- 1929. Introduction to the Theory of Numbers
- 1930. Studies in the Theory of Numbers
- 1935. (with G. A. Bliss) "Biographical Memoir of Eliakim Hastings Moore 1862–1932."
- 1935. Researches on Waring's problem
- 1938. (with H. F. Blichfeldt and G. A. Miller) Theory and Applications of Finite Groups
- 1938. Algebras And Their Arithmetics (1st edn. in 1923)
- 1939. Modern Elementary Theory of Numbers
- 1939. New First Course in the Theory of Equations
- Plane Trigonometry With Practical Applications
- Dickson, Leonard Eugene, Albert, A. Adrian , 编,  I–VI, New York: AMS Chelsea Publishing, 1975  [2013-01-24], ISBN 978-0-8284-0273-6, MR 0749229, （原始内容存档于2012-10-23）

## 參看
- 十六元数